# Covid19-koronavírus-járvány New Yorkban
A Covid-19 járvány súlyosan érintette New York városát.

## Esetek idővel
See or edit raw graph data.
See or edit raw graph data.

## Oltások
2020 decemberében megkezdték az orvosok, nővérek, veszélyeztetett betegek és sürgősségi dolgozók beoltását. 2021 januárjától élelmiszerbolti dolgozókat, pedagógusokat és szállítómunkásokat is beoltottak. 2021 februárjától vendéglősök, kézbesítők és taxisofőrök is jogosultak lettek az oltásra.

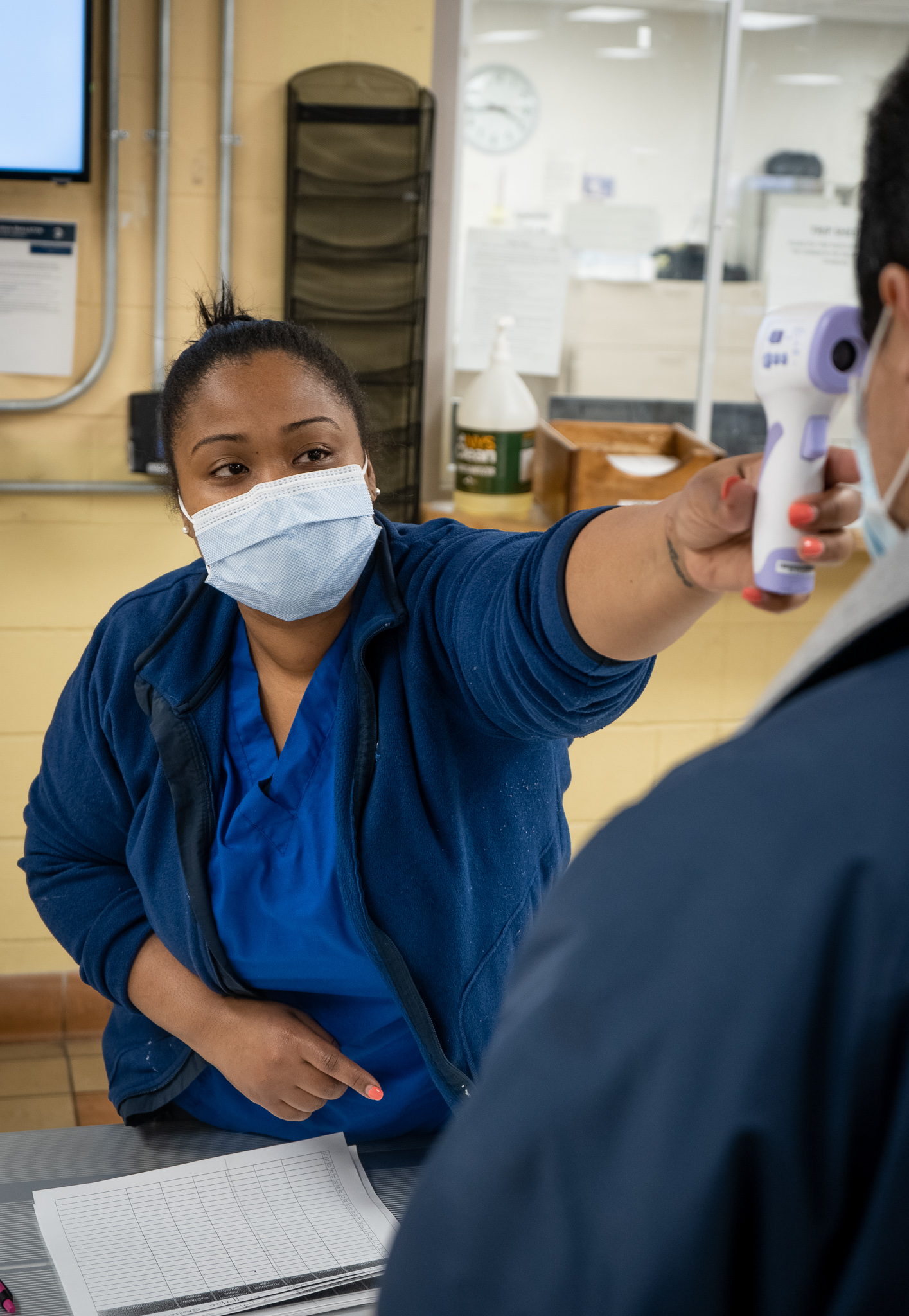
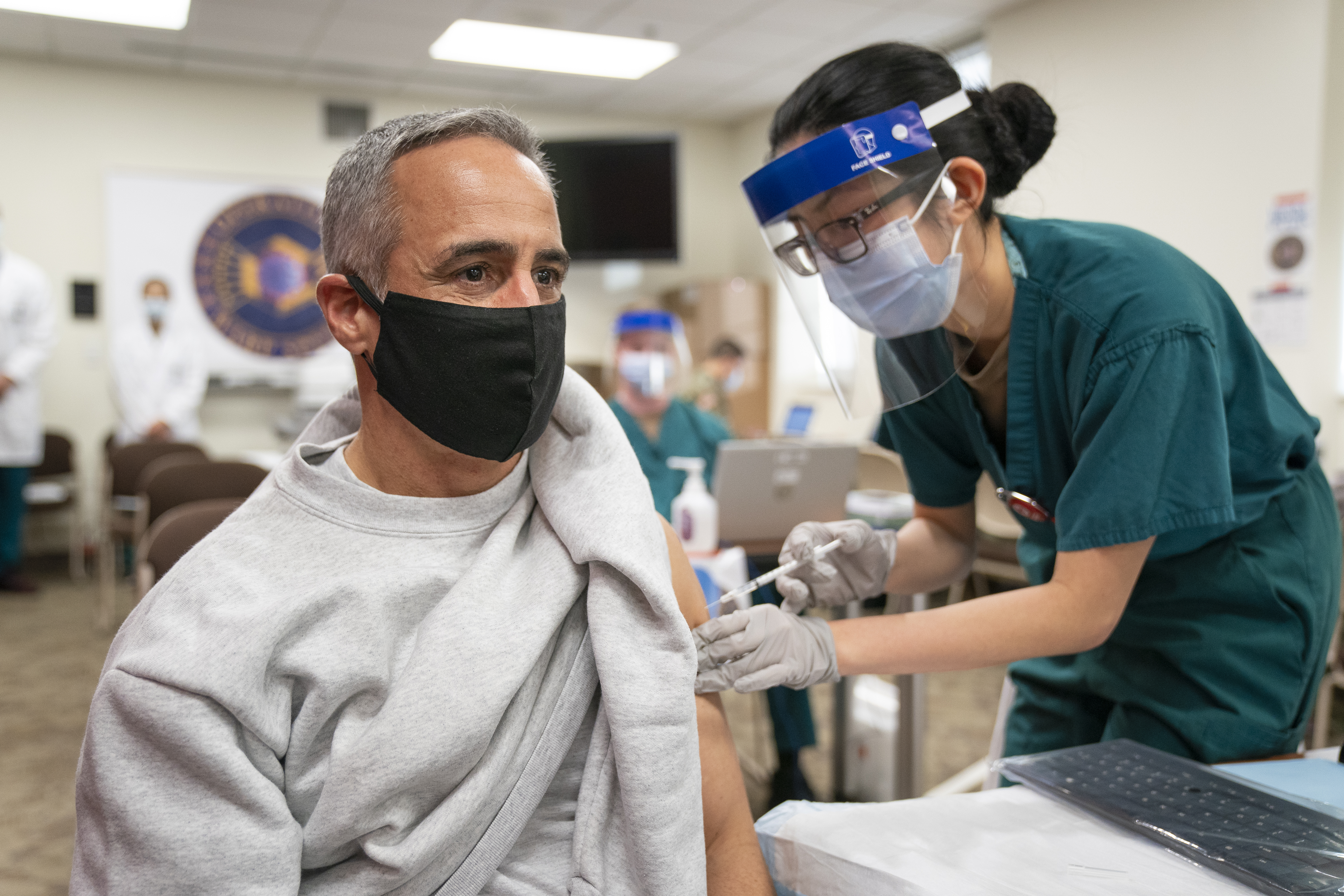
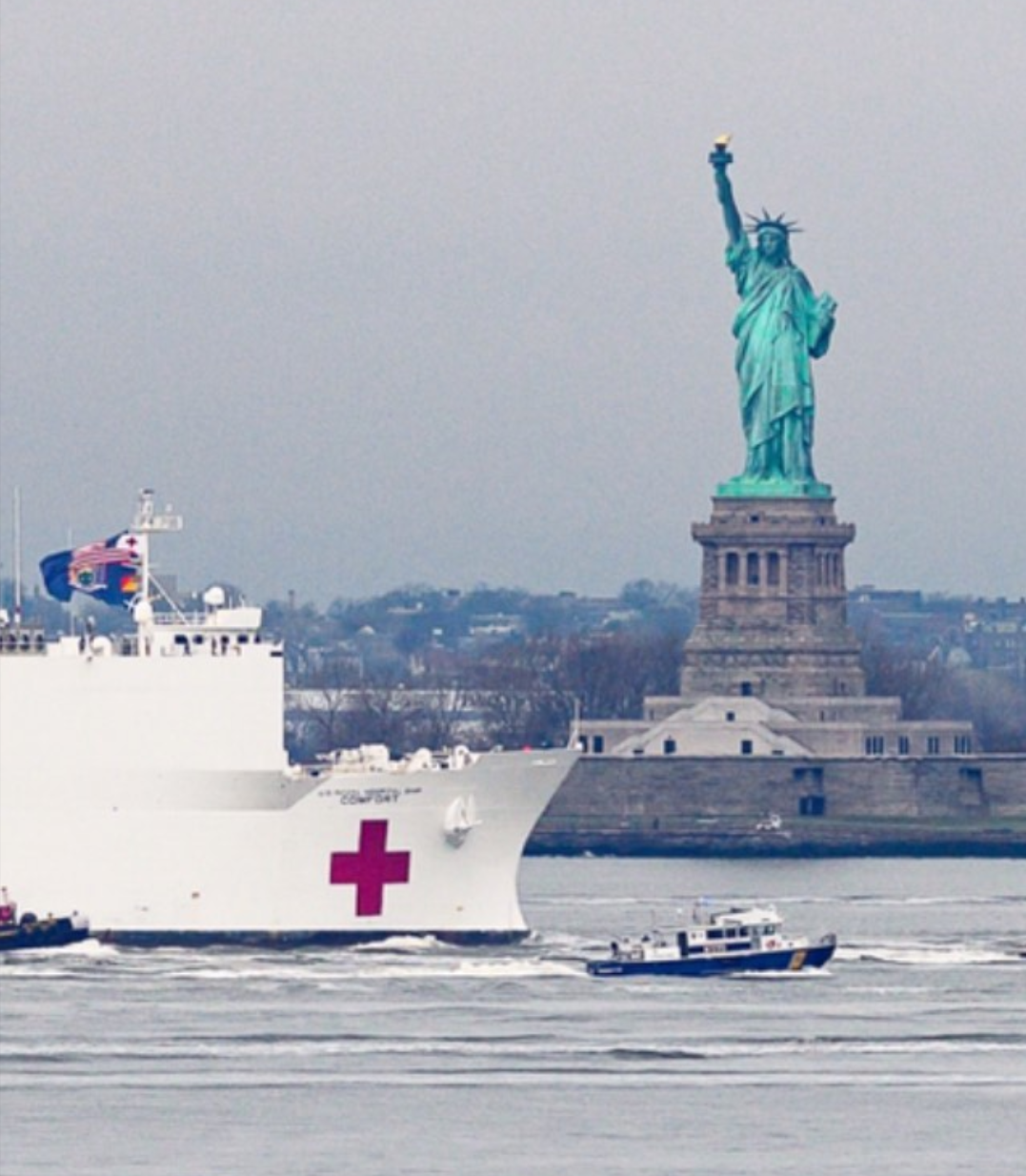
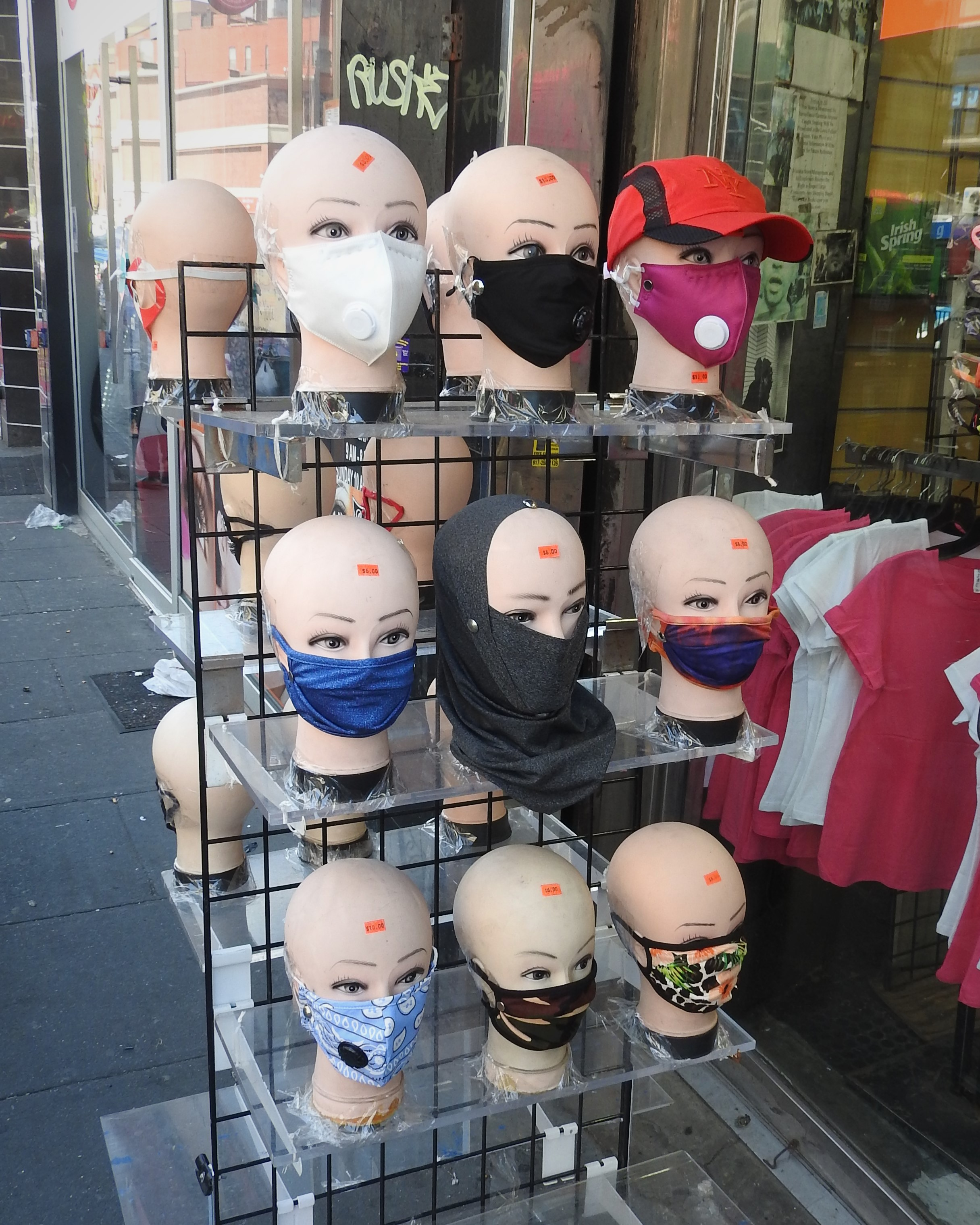
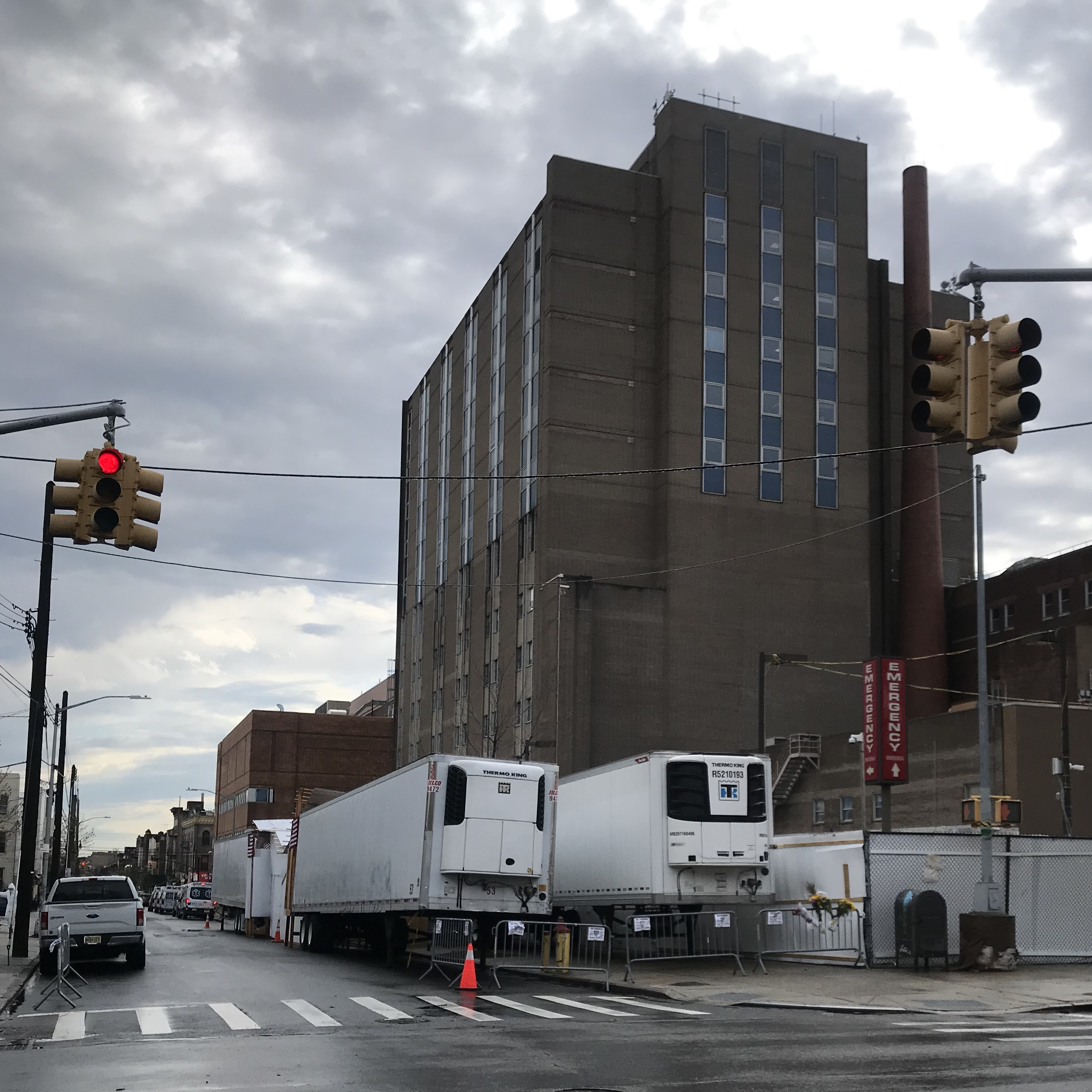